# Sophie Thatcher
Sophie Bathsheba Thatcher (Chicago, EUA, 18 d'octubre de 2000) és una actriu estatunidenca. Els seus papers cinematogràfics inclouen Prospect (2018), The Boogeyman (2023) i Heretic (2024). Els seus projectes de televisió inclouen la sèrie dramàtica psicològica de Showtime Yellowjackets (2021-present) i la minisèrie de Star Wars The Book of Boba Fett (2022).

## Primers anys
Sophie Bathsheba Thatcher va néixer a Chicago el 18 d'octubre del 2000. Va assistir a l'Evanston Township High School. Va ser criada en una casa amb creença mormona, però des de llavors ha abandonat l'església. En referència a l'església ha dit: "Va ser difícil créixer mormona", seguint amb "No crec que siga dolent, simplement no crec que siga adequat per a mi. Però de petit em va fer molta ràbia. Treballar era una bona manera de no haver d'anar a l'església". Té un germà anomenat Alexander, una germana gran anomenada Emma i una germana bessona idèntica anomenada Ellie. Ha descrit la seua família com a musical, cantaven en un cor de l'església mentre la seua mare tocava el piano. Va créixer cantant i va començar a actuar quan tenia quatre anys. Va anar a una escola d'arts escèniques per a teatre musical, i la seua experiència davant la càmera la va portar a dedicar-se més a la interpretació que al cant.

## Carrera
Thatcher va començar la seua carrera amb un paper de convidada a la sèrie de procediments policials Chicago P.D. (2016), una de les moltes entrades de la coneguda franquícia de Chicago. El mateix any, va fer una altra aparició com a convidada a la sèrie de televisió de terror sobrenatural de Fox The Exorcist, on va interpretar una versió més jove de Regan MacNeil. Abans d'això, va protagonitzar un curtmetratge del 2015 anomenat Growing Strong.
El 2018 va fer el seu debut a la pantalla gran a la pel·lícula de ciència-ficció Prospect, coprotagonitzada per Pedro Pascal. La pel·lícula explica la història d'una adolescent i el seu pare (interpretat per Jay Duplass), que viatgen a una lluna alienígena amb un contracte per extreure joies al bosc verinós de la lluna. Per la seua actuació, va rebre crítiques positives; Peter Debruge de Variety la va descriure com "una cara fresca que ens enganya fent-nos suposar que és només una adolescent tranquil·la, quan de fet, demostra ser el personatge més dur de la pel·lícula".

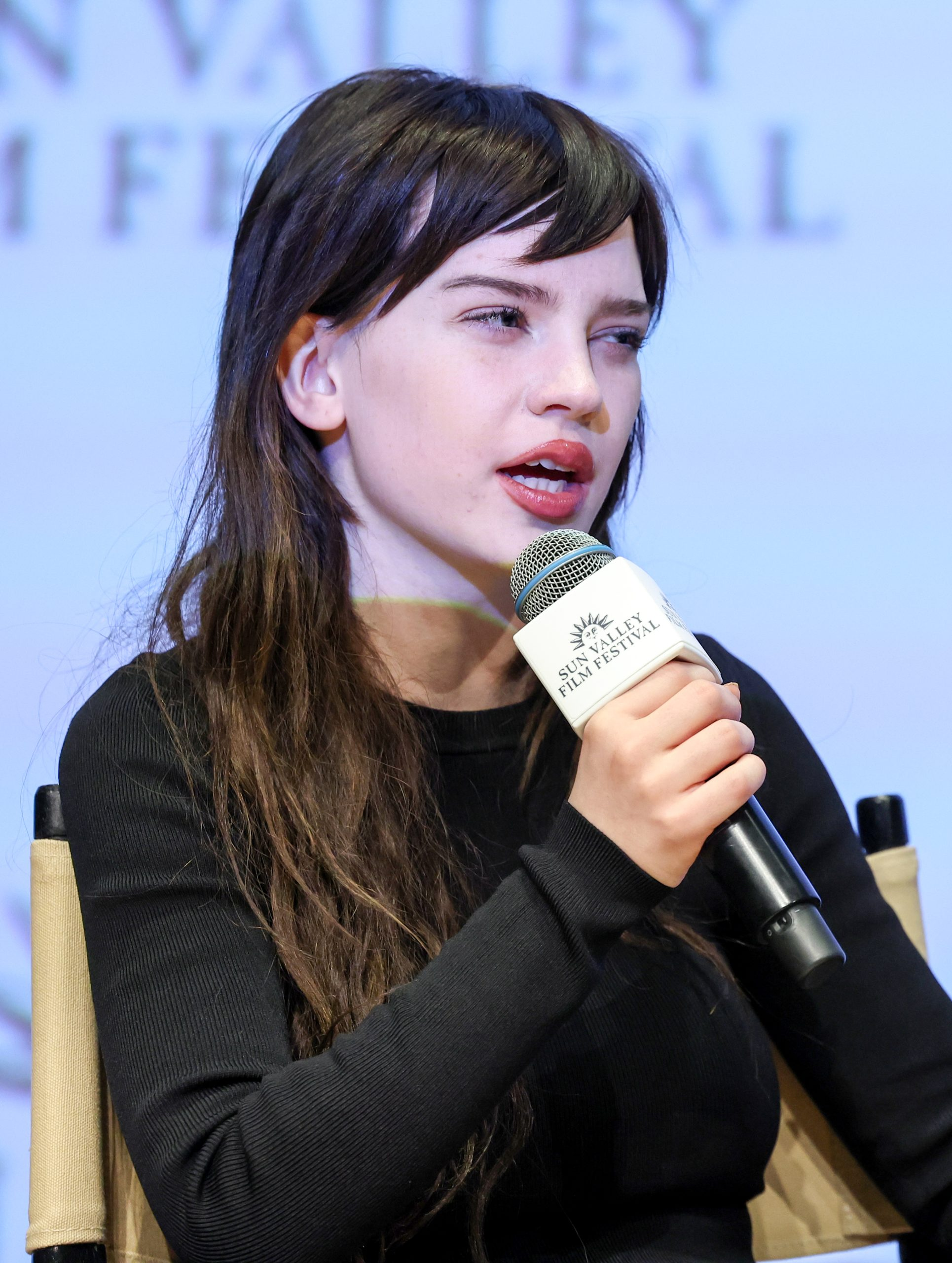
Sophie Thatcher el 2023

L'any següent, va aparéixer al debut com a director de Noble Jones, The Tomorrow Man. Durant aquest temps va aconseguir el paper de Natalie a Yellowjackets. Pel que fa al procés, el creador Bart Nickerson va dir que el departament de càsting buscava "algú que fos realment lliure i únic que pogués interpretar tant una mena de salvatge com una vulnerabilitat". Tot i que la majoria de les audicions es van fer en persona, Thatcher va presentar una cinta d'audició autoenregistrada i va ser seleccionada com Natalie abans que Juliette Lewis, que interpreta la contrapart adulta del personatge. L'episodi pilot va rebre llum verda al setembre i es va rodar a Los Angeles el novembre de 2019.
El 2020 va protagonitzar When the Streetlights Go On, una sèrie de streaming de format curt dirigida per Rebecca Thomas. La sèrie va debutar a Quibi el 6 d'abril. El novembre de 2020, es rumorejava que s'uniria a la franquícia de Star Wars, però es desconeixia en quina sèrie apareixeria.
Yellowjackets es va estrenar el novembre de 2021 amb crítiques entusiastes i es va convertir en la segona sèrie més reproduïda en la història de Showtime darrere de Dexter: New Blood. Després de mesos d'especulació es va confirmar que apareixia a The Book of Boba Fett. Va interpretar a Drash, la líder d'un grup de cyborgs que treballen per a Boba Fett. Apareix com a productora executiva a la pel·lícula Provo del 2022 dirigida per la seua germana gran Emma. Thatcher va aparéixer al costat de Chris Messina i David Dastmalchian a la pel·lícula de terror The Boogeyman, basada en la història curta de Stephen King del mateix nom i estrenada als cinemes el 2 de juny de 2023.
El juny de 2023, Thatcher va participar en el thriller romàntic de ciència-ficció Companion dirigit per Drew Hancock i produït per Zack Cregger. Sent exmormona, va interpretar a una missionera mormona a la pel·lícula de terror Heretic (2024).
Thatcher també fa música experimental. El seu EP debut Pivot & Scrape va sortir a l'octubre de 2024.